# توماس ك. أوسوليفان
توماس ك. أوسوليفان (بالإنجليزية: Thomas C. O'Sullivan)‏ هو سياسي أمريكي، ولد في 1858 في نيويورك في الولايات المتحدة، وتوفي في 1913. حزبياً، نشط في الحزب الديمقراطي. وقد انتخب عضو جمعية ولاية نيويورك وانتخب عضو مجلس ولاية نيويورك.